# Franz Trenner
Franz Trenner (* 12. November 1915 in München; † 4. November 1992) war ein deutscher Musikwissenschaftler, der sich insbesondere mit dem Leben und Werk des Komponisten Richard Strauss beschäftigte.
Trenner promovierte in seiner Heimatstadt München über Die Zusammenarbeit von Hugo von Hofmannsthal und Richard Strauss. Er schrieb Monographien über Richard Strauss, er gab einige Briefwechsel des Komponisten heraus (u. a. mit Cosima Wagner) sowie „Fundstücke“ aus dem Richard-Strauss-Archiv in Garmisch-Partenkirchen. Außerdem erstellte er ein chronologisches Werkeverzeichnis (abgekürzt TRENNER bzw. TrV).
| Personendaten    | Personendaten                  |
| ---------------- | ------------------------------ |
| NAME             | Trenner, Franz                 |
| KURZBESCHREIBUNG | deutscher Musikwissenschaftler |
| GEBURTSDATUM     | 12. November 1915              |
| GEBURTSORT       | München                        |
| STERBEDATUM      | 4. November 1992               |